# Hieracium lagganense
Hieracium lagganense es una especie de planta con flor del género Hieracium, de la familia Asteraceae, orden Asterales.

## Distribución
Hieracium lagganense se distribuye por Escocia.

## Taxonomía
Fue descrita científicamente por P. D. Sell.
Tratamiento taxonómico
La especie aparece registrada en una sección de la publicación Fl. Gr. Brit. Ireland.